# Internatssportschule Panevėžys
Die Internatssportschule Panevėžys (litauisch Panevėžio internatinė sporto mokykla) war eine als Internat geführte allgemeinbildende Mittelschule mit besonderem Bildungsschwerpunkt Sport. Sie befand sich in der fünftgrößten litauischen Stadt Panevėžys. Nach zwölf Klassen konnte mit dem Abitur die Hochschulreife erreicht werden. Unter Absolventen der Schule befinden sich auch Olympiateilnehmer.
Die Sportschule Panevėžys als Sportinternat bildete einige Jahrzehnte lang die litauischen Sportmeister aus, die die höchsten Auszeichnungen bei den Weltmeisterschaften, Europameisterschaften und Olympischen Spielen gewonnen haben. Sie war die offizielle spezialisierte Ausbildungsstätte von litauischen Nachwuchs-Leistungssportlern, Sportkadern und der Athleten.

## Geschichte
Die Schule wurde 1964 anstelle der Kinder-Strafanstalt (Vaikų kolonija) eingerichtet. Der Initiator war Jonas Babravičius (1928–2013), Leiter von Lietuvos futbolo federacija. Von 1965 bis 1989 wurde die Schule vom Schwerathlet Edvardas Žvirblis (* 1935) geleitet. 1990 wurde die Schule vom Rat der Stadtgemeinde Panevėžys reorganisiert. Danach entstanden zwei unterschiedliche Schulen: die 19. Mittelschule Panevėžys (heute die „Senvagės“-Hauptschule Panevėžys) und die Sportschule „Olimpas“ (heute das Sportzentrum Panevėžys). 2014 wurde die Sportmittelschule Panevėžys, eine neue Sportschule, errichtet.

## Schüler

### Olympiasieger
- Virgilijus Alekna (* 1972), Diskus-Werfer (je zweimal Olympiasieger und Weltmeister)
- Šarūnas Marčiulionis, Basketball-Spieler
- Arminas Narbekovas, Fußballspieler
- Romas Ubartas, Diskus-Werfer

### Andere
- Raimundas Alekna (* 1959), Psychoanalytiker
- Angelina Banytė, Malerin
- Vilma Bardauskienė, Leichtathletin
- Gintaras Einikis, Basketballspieler
- Pavelas Fedorenka, Leichtathlet
- Simona Krupeckaitė, Radsportlerin
- Rimas Mikalauskas, katholischer Priester
- Vanda Preidytė, Journalistin
- Edita Pučinskaitė, Radsportlerin
- Vaidotas Šlekys, Fußballspieler
- Andrius Šležas (* 1975), Basketballspieler
- Virginijus Šmigelskas, Politiker
- Algis Vaičeliūnas, General
- Remigijus Valiulis, Leichtathlet
- Modesta Vžesniauskaitė, Radsportlerin
- Laima Zilporytė, Radsportlerin
- Diana Žiliūtė, Radsportlerin
- Raimondas Žutautas, Fußballspieler
- Sigitas Žvirblis, Fußballspieler